# Net TV (Argentina)
Net TV é um canal de televisão comercial argentino de propriedade do Grupo Perfil e operado pela Kuarzo Entertainment Argentina. Califórnia 2715 e entre Perón 1509 Piso 8 nº 2977 está sitiada en Barracas, Buenos Aires.
O canal fez sua estreia em 1º de outubro de 2018 com o talk show temático de culinária Como Todo, tornando-se o sexto canal de transmissão must carry da Argentina e o primeiro em 54 anos, após o lançamento da América TV em 1964.

## História
A Net TV foi idealizada pelo fundador do Grupo Perfil, Jorge Fontevecchia, com a ideia de expandir a editora para a televisão. Em outubro de 2015, a Fontevecchia inaugurou a nova sede da empresa no bairro de Barracas, em Buenos Aires, que foi equipada com estúdios de rádio e televisão, e apresentou à Autoridade Federal de Serviços de Comunicação Audiovisual (AFSCA) uma proposta para licenciar novas estações de rádio e televisão. O plano original incluía estações de rádio AM e FM e canais de televisão must carry. Em 25 de setembro de 2015, a proposta foi rejeitada pela AFSCA devido a “falhas” na documentação apresentada.
Em 2016, a Perfil (junto com seu parceiro, a produtora local Kuarzo Entertainment Argentina) buscou novamente as licenças e finalmente as obteve para AM 1190kHz, FM 101,9MHz e dois canais de televisão digital na área de Buenos Aires através das resoluções 1107/16 e 1108/16 da Entidade Nacional de Comunicações (ENACOM) publicadas em 19 de outubro de 2016, no Diário Oficial do Estado, para cobrir a área da Grande Buenos Aires. Foi assim que finalmente o Grupo Perfil obteve a licença para Net TV no canal digital 27.2, da Alfa TV no canal 21.1 e Bravo TV no canal 27.1. Devido à natureza de sua licença de transporte obrigatório, todos os sistemas de televisão a cabo devem incluí-lo em seus pacotes.